# J. T. Petty
J. T. Petty (Raleigh, Carolina del Norte, 28 de febrero de 1977) es un director de cine y escritor de videojuegos estadounidense. Las películas y novelas cortas de Petty contienen elementos del género de terror. Escribió el videojuego de Ubisoft, Tom Clancy's Splinter Cell, así como los juegos de survival horror Outlast y Outlast 2. Actualmente reside en Brooklyn, Nueva York.

## Filmografía
| Año  | Película               | Cometido                                  | Observaciones |
| ---- | ---------------------- | ----------------------------------------- | ------------- |
| 1999 | Final Rinse            | Coordinador de producción                 |               |
| 1999 | Wirey Spindell         | Asistente de producción de oficina        |               |
| 2000 | Hamlet                 | Asistente de producción adicional         |               |
| 2001 | Soft for Digging       | Director, escrito por, productor, editor  |               |
| 2003 | Mimic 3: Sentinel      | Director, escrito por                     |               |
| 2006 | S&Man                  | Director, guionista                       |               |
| 2007 | Murder Party           | Los realizadores desean dar las gracias a |               |
| 2008 | The Burrowers          | Director, escrito por                     |               |
| 2009 | Blood Red Earth        | Director, escrito por, productor          | Cortometraje  |
| 2009 | The House of the Devil | Un agradecimiento especial                |               |
| 2012 | Hellbenders            | Director, guion de                        |               |
| 2013 | I Used to Be Darker    | Agradecimiento especial                   |               |
| 2021 | Malignant              | Trabajo de guion no acreditado            |               |

## Videojuegos
- - 2001: Batman: Vengeance
  - 2002: Tom Clancy's Splinter Cell
  - 2004: Tom Clancy's Splinter Cell: Pandora Tomorrow
  - 2005: Batman Begins[cita requerida]
  - 2011: Homefront
  - 2013: Outlast
  - 2014: Outlast: Whistleblower
  - 2014: The Walking Dead: Season Two
  - 2015: Minecraft: Story Mode
  - 2017: Outlast 2